# Berta Magnusson
Berta Justina Magnusson, född 6 oktober 1928 i byn Ede, Hammerdals församling, Jämtlands län, död 11 april 2021 i Östersunds församling, Jämtlands län  var en svensk författare och dramatiker.

## Biografi
Berta Magnusson skrev lyrik, prosa, revyer, kabaréer, sångspel och krönikespel, och många artiklar i tidningar och tidskrifter under årens lopp. 
Hon arbetade som lärare i Föllinge i trettio år, då hon bland annat som den första någonsin bedrev undervisning i jämtska på grundskolan där. Hon debuterade som författare år 1975 med diktsamlingen Jamtblomman (Jämtblommor) skriven på jämtska, och har ofta skrivit sin lyrik och sina bygdespel på denna dialekt. Spänningarna och motsättningarna mellan de olika livsstilarna i det moderna stadslivet och livsstilen på landsbygden bildar ofta en bakgrund i hennes författarskap. I hennes lyrik finns både vrede och vemod över den landsbygdskultur som hotas av urbaniseringen.
Hon skrev omkring fyrtio jämtska bygdespel, bland annat under senare år ett spel om Heliga Birgitta som uppfördes vid kyrkoruinen i Sunne 2003, och en pjäs om den sägenomspunna Malin Tangen från Frostvikens socken, som uppfördes på Storsjöteatern i Östersund år 2005.
Berta Magnusson bedrev forskning om gamla tiders kvinnor och gjorde spännande personporträtt, och hon var en uppskattad uppläsare och föredragshållare, som talade både jämtska och svenska med stor dramatik och vinnlade sig särskilt om ett vårdat språk.
Hon var initiativtagare till den jämtländska kulturföreningen Barke i mitten av 1990-talet, som verkar för att värna och vidareutveckla den jämtländska kulturhistorien och jämtskan. Föreningen Barke har även en egen teatergrupp, Glesingan, som ofta framför hennes dramatik.
Berta Magnusson var medlem av Författarförbundet sedan 1983. Hon är begravd på Rödöns kyrkogård.

## Bygdespel (i urval)
- Frontgruvan
- Penningkeisen
- Starshlåttn
- Ti Gammalfaelom
- Lapp-Nils
- Husförhöret
- Villa Skottland
- Spelet om Bodda
- Rymlingen
- Shlåttkalase
- Bygdespel på Språtabergets fäbodvall
- Makalausa